# Villiers-Saint-Frédéric
Villiers-Saint-Fréderic is een gemeente in het Franse departement Yvelines (regio Île-de-France) en telt 2386 inwoners (1999). De plaats maakt deel uit van het arrondissement Rambouillet.

## Geografie
De oppervlakte van Villiers-Saint-Fréderic bedraagt 5,1 km², de bevolkingsdichtheid is 467,8 inwoners per km².
De onderstaande kaart toont de ligging van Villiers-Saint-Frédéric met de belangrijkste infrastructuur en aangrenzende gemeenten.

## Demografie
Onderstaande figuur toont het verloop van het inwonertal (bron: INSEE-tellingen).